# 페데리카 모게리니
페데리카 모게리니(이탈리아어: Federica Mogherini, 1973년 6월 16일 로마 ~ )는 이탈리아의 정치인 겸 외교관으로 소속 정당은 민주당이다. 2014년 2월 21일부터 2014년 10월 31일까지 이탈리아 외무장관을 역임했으며, 2014년부터 2019년까지 유럽 연합 외교 문제·안보 정책 고위대표를 역임했다.